# Crystal (Maine)
Crystal – miasto w Stanach Zjednoczonych, w stanie Maine, w hrabstwie Aroostook. W 2020 roku zamieszkane przez 248 osób.